# Parys Haralson
Parys Sharron Haralson (* 24. Januar 1984 in Flora, Mississippi; † 13. September 2021 in San José, Kalifornien) war ein US-amerikanischer American-Football-Spieler in der National Football League (NFL). Er spielte für die San Francisco 49ers und die New Orleans Saints als Linebacker.

## College
Haralson besuchte die University of Tennessee und spielte zwischen 2002 und 2005 für deren Team, die Volunteers, als Defensive End College Football.

## NFL

### San Francisco 49ers
Beim NFL Draft 2006 wurde er in der fünften Runde als 140. Spieler von den San Francisco 49ers ausgewählt und zum Linebacker umgeschult. In seiner Rookiesaison kam er in sieben Spielen zum Einsatz, die folgenden fünf Spielzeiten lief er zumeist als Starter auf. Die gesamte, für die 49ers erfolgreiche, Saison 2012 fiel er wegen einer Muskelverletzung aus.

### New Orleans Saints
2013 wechselte er zu den New Orleans Saints. 
2014 kam er neben seiner angestammten Position das erste Mal in seiner Karriere auch in der Offense zum Einsatz und zwar als Fullback. Durch seine Blocks ermöglichte er seinem Mitspieler Khiry Robinson einen Touchdown.
Im September 2015 wurde Haralson von den Saints entlassen.

## Nach der Karriere als Aktiver
2016 kehrte Haralson zu den 49ers zurück und bekleidete dort bis 2018 die Funktion eines Director of Player Engagement. Seine Aufgabe war es, Spieler des Vereins sowohl beim Ein- in als auch beim Ausstieg aus dem Profi-Football in allen Belangen zu unterstützen.
Haralson starb am 13. September 2021 im Alter von 37 Jahren in seinem Haus im kalifornischen San José an einem Schlaganfall.